# Schloss Riberhus

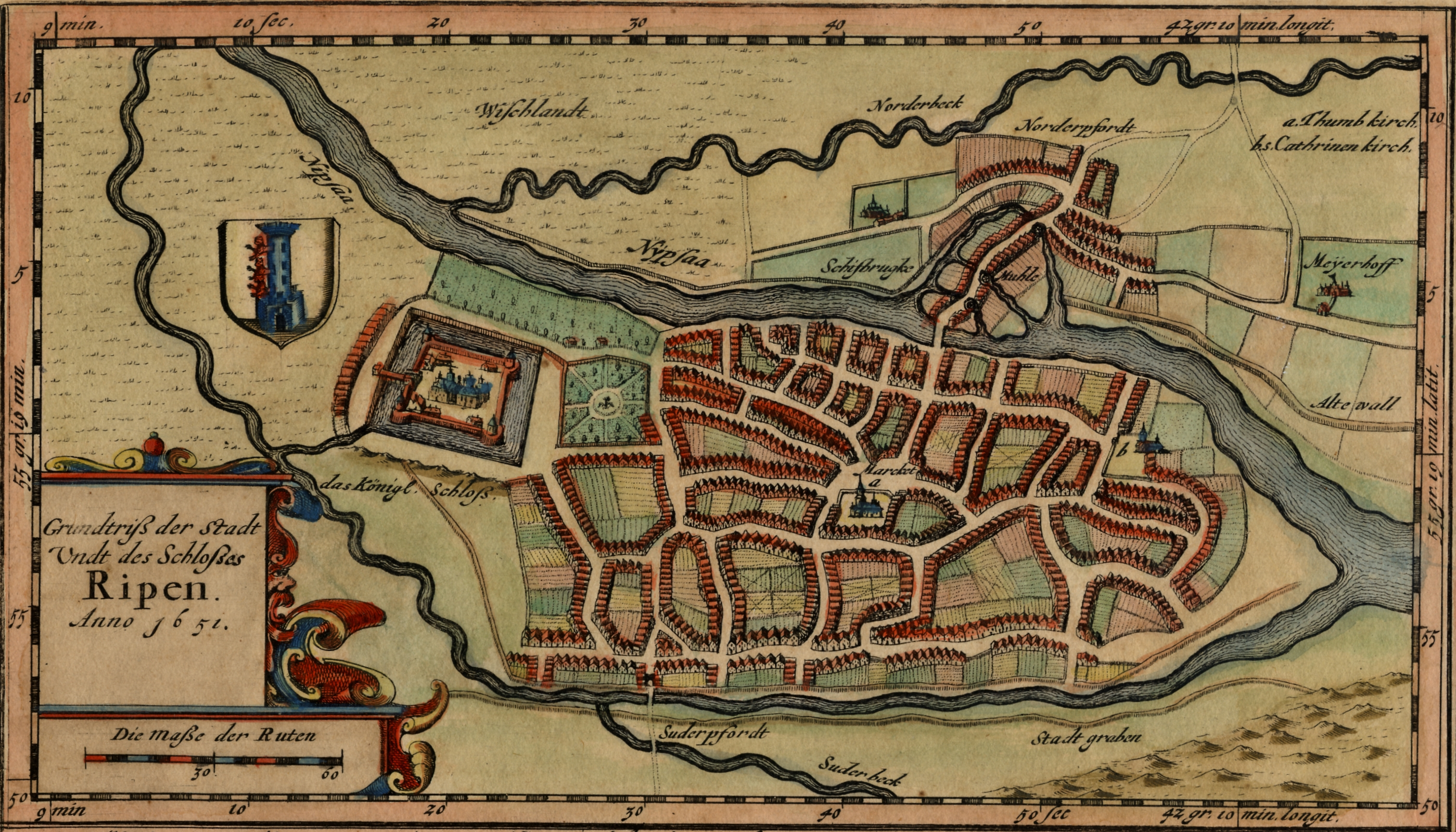
Ribe um 1651, der Schlossbereich befindet sich in der linken Bildhälfte

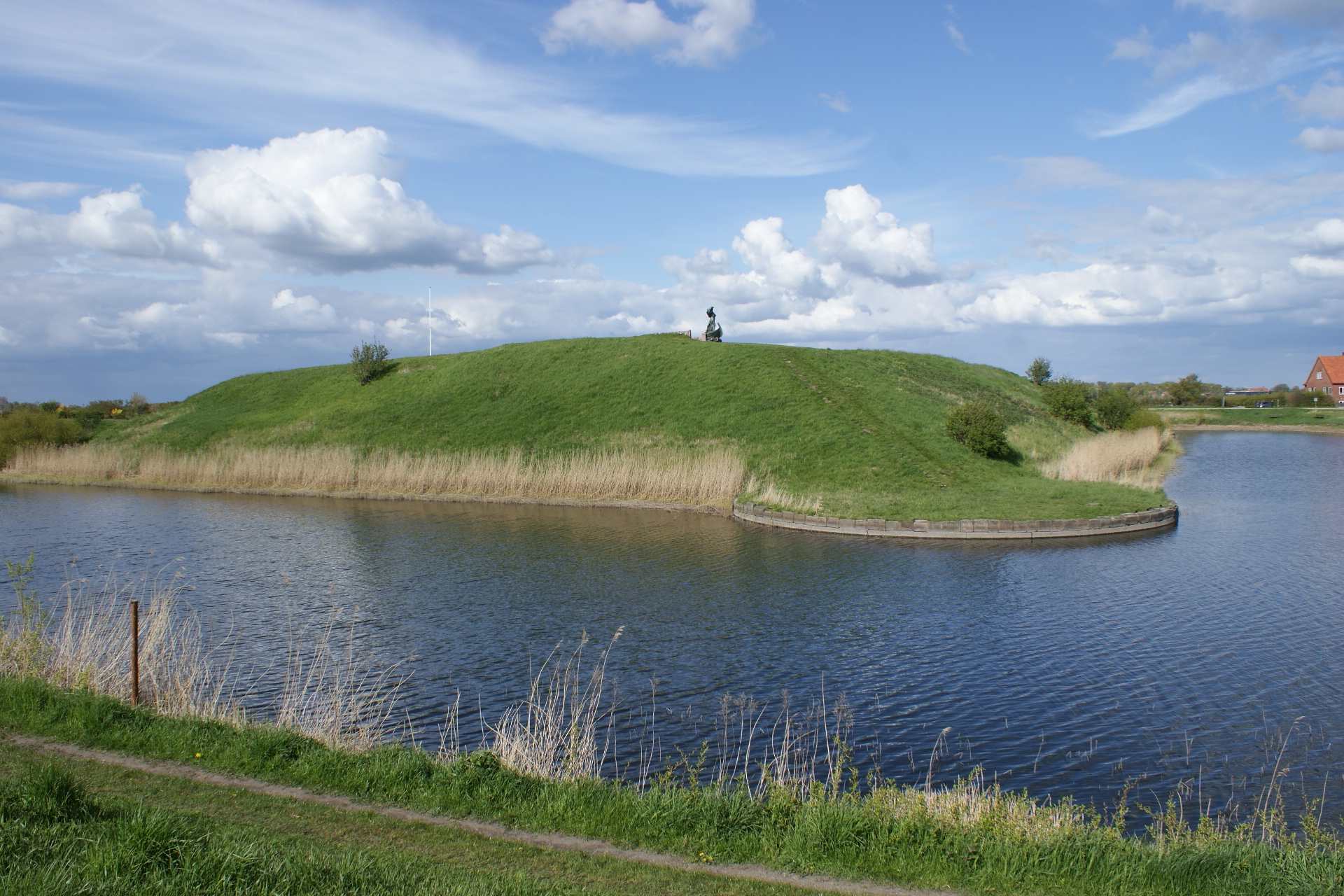
Der Schlosshügel und der Wassergraben, 2010

Das Schloss Riberhus in Ribe im südlichen Dänemark wurde im 12. Jahrhundert unter König Niels als Burg im Bereich des dänischen Grenzlands errichtet. Das Schloss wurde im 17. Jahrhundert weitgehend zerstört, die als Riberhus Slotsbanke bezeichneten Überreste sind für Besucher zugänglich.

## Geschichtlicher Überblick
Das genaue Gründungsdatum der Burg zu Ribe ist nicht mehr bekannt, spätestens 1127 war sie soweit bewohnbar, dass König Niels hier die Hochzeit seines Sohnes Magnus ausrichten lassen konnte. Schloss Riberhus diente vom 12. bis zum 14. Jahrhundert als regelmäßige Residenz des zu dieser Zeit noch wandernden dänischen Hofs. Nachhaltig bekannt war es als Wohnsitz der Königin Dagmar, die in der Region hoch verehrt wurde und an die heute eine Skulptur auf dem Schlosshügel erinnert. Nach dem 14. Jahrhundert wurde die Burg seltener bewohnt und verfiel zum Teil. Während des Dreißigjährigen Krieges besetzten schwedische Soldaten die Festung, die durch das stete Bombardement der Kriegsgegner daraufhin weitgehend zerstört wurde. Die Ruinen dienten ab 1685 als Steinbruch.
Die Überreste des Schlossbezirks wurden in den 1940er Jahren restauriert. Von der einstigen Burg Riberhus sind heute noch der Schlosshügel, die Wälle und Wassergräben und wenige Mauerreste zu sehen, die sich allesamt am nordwestlichen Stadtrand Ribes erstrecken.